# Joseph Santo
Joseph Santo (Colmar, 9 novembre 1869 - Paris, 10 juillet 1944) est un journaliste et essayiste français.

## Biographie
Joseph Santo  est un militant catholique, monarchiste et antisémite, collaborateur de nombreux journaux, il est l'auteur de quelque 115 publications, sur la Démocratie chrétienne, le Judaïsme et la Franc-maçonnerie. Il a été conseiller municipal de Nancy.
Il est l'auteur d'un célèbre virelangue, Combien sont ces six saucissons-ci ? Ces six saucissons-ci sont six sous .

## Thèses
Il est un tenant de la thèse judéo-maçonnique, en particulier dans la répression de la crise du 6 février 1934.

## Publications
- La Franc-maçonnerie démasquée, 1re partie, Paris, Mende, Imprimerie G. Pauc), 1927
- La Franc-maçonnerie démasquée, 2e partie, 1935
- La Judéomaçonnerie et les Massacres du 6 février 1934, 1935, impr. G. Pauc.
- Les grands secrets actuels, Paris, 1937.
- Manuel du soldat français pour la « der des ders » 1939–19..
- Le formidable secret de la franc-maçonnerie, 1900. Texte en ligne
- Le Tocsin sur la cité
- Les Méfaits de la F.'. M.'.
- Les Méfaits d'Israël
- Sainte Jeanne d'Arc patriote, guerrière et martyre
- Français, tous debout pour la contre-révolution, (Veugères),

Brochures
- Les Taupes des Loges. Ce que SONT les Francs-Maçons. Ce qu'ils ONT. Ce qu'ils FONT.
- La Patrie en danger. Pourquoi ? Que faire ?
- Il s'agit maintenant de sauver la France
- La seule voie de salut pour la France